# Мегион
Мегион (на руски: Мегион) е град в Русия, разположен в Ханти-Мансийски автономен окръг - Югра, Тюменска област, Уралски федерален окръг. Населението на града към 1 януари 2018 година е 47 720 души.

## История
За пръв път селището е упоменато през 1810 година, през 1980 година получава статут на град.